# Ksenia Rappoport
Ksenia Aleksandrovna Rappoport (ryska: Ксения Александровна Раппопорт), född den 25 mars 1974 i Leningrad, är en rysk teater-, film- och dubbningsskådespelare.
Hon gick ut från Sankt Petersburgs statliga filmakademi år 2000, för att omgående bli engagerad vid Malyj dramatiska teater (Théâtre de l'Europe) i Sankt Petersburg. Där spelade hon bland annat "Nina Zaretjnaja" i Tjechovs Måsen och "Jelena" i Onkel Vanja.[källa behövs]
Rappoport spelar även i många film- och TV-roller och vann pris som bästa kvinnliga skådespelare vid Filmfestivalen i Venedig 2009 för filmen La Doppia Ora i regi av Giuseppe Capotondi.

## Filmografi (urval)
- 2006 – Dold identitet
- 2009 – La Doppia Ora